# Trofeo de Irlanda del Norte
El Trofeo de Irlanda del Norte fue un torneo de snooker, profesional y de ranking, que se celebró entre 2006 y 2008 en Belfast. Antes, se disputaron también dos ediciones de invitación: la del Clásico de Irlanda del Norte de 1981 y la del Trofeo de Irlanda del Norte de 2005.

## Historia

### Ganadores
| Año                                          | Ganador           | Resultado | Subcampeón        | Sede    | Referencias |
| -------------------------------------------- | ----------------- | --------- | ----------------- | ------- | ----------- |
| Clásico de Irlanda del Norte (de invitación) |                   |           |                   |         |             |
| 1981                                         | Jimmy White       | 11-9      | Steve Davis       | Belfast | [ 2 ]       |
| Trofeo de Irlanda del Norte (de invitación)  |                   |           |                   |         |             |
| 2005                                         | Matthew Stevens   | 9-7       | Stephen Hendry    | Belfast | [ 3 ]       |
| Trofeo de Irlanda del Norte (de ranking)     |                   |           |                   |         |             |
| 2006                                         | Ding Junhui       | 9-6       | Ronnie O'Sullivan | Belfast | [ 1 ]       |
| 2007                                         | Stephen Maguire   | 9-5       | Fergal O'Brien    | Belfast | [ 4 ]       |
| 2008                                         | Ronnie O'Sullivan | 9-3       | Dave Harold       | Belfast | [ 5 ]       |